# 东岳镇 (息县)
东岳镇，是中华人民共和国河南省信阳市息县下辖的一个乡镇级行政单位。

## 行政区划
东岳镇下辖以下地区：
街村、杨庄村、乌庙村、大房庄村、小房庄村、石菜园村、夏围孜村、小黄庄村、黄岗村、秦围孜村、霍庄村、邱庄村、肖庄村、李庄村、郭围孜村、刘湾村、徐大庄村、大刘庄村、罗楼村和小于寨村。